# 河津家住宅
河津家住宅（かわづけじゅうたく）は、東京都世田谷区成城三丁目に所在する、1929年（昭和4年）建築の歴史的建造物（民家）。
昭和初期の中流階層の住宅を示しており、外壁に弓形や台形の出窓を設け、玄関キャノピーに変化を与えた外観と、内部をアール・デコ風の意匠としている。2006年（平成18年）に、国の登録有形文化財（建造物）に登録された。

## 文化財
登録有形文化財（建造物）
河津家住宅主屋
登録年月日:2006年（平成18年）11月29日、種別:住宅/建築物、登録基準:造形の規範となっているもの。
年代:1929年（昭和4年）建築、木造2階建、瓦葺、建築面積174 m2。

## 交通
鉄道
 • 小田急小田原線 - 成城学園前駅徒歩12分

## ギャラリー

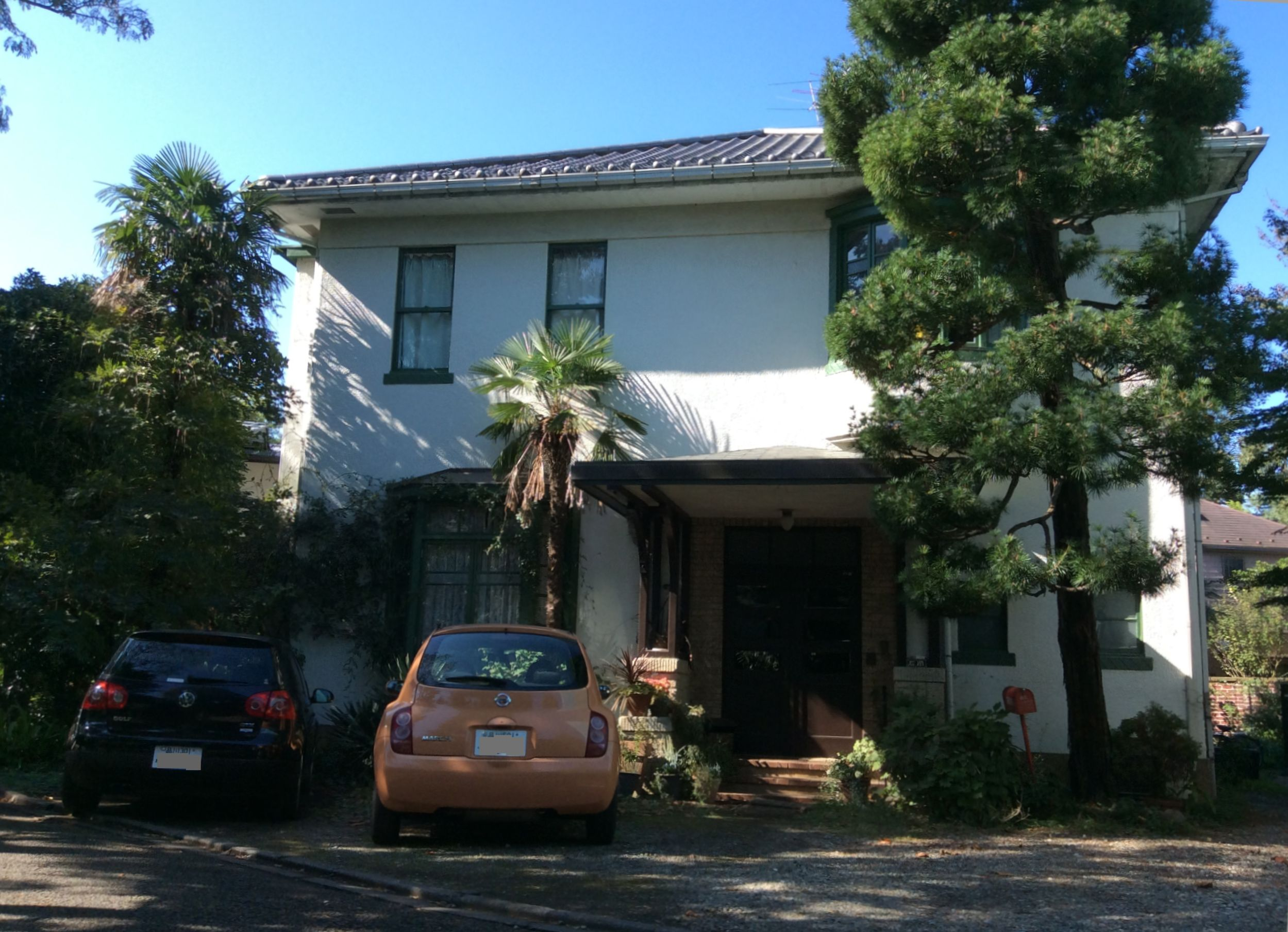
南側公道より外観を見る（2016年11月3日撮影）